# Lana Del Rey (EP)
| Recensione | Giudizio |
| ---------- | -------- |
| AllMusic   |          |

Lana Del Rey è il secondo EP della cantautrice statunitense Lana Del Rey, pubblicato il 10 gennaio 2012 in Canada e negli Stati Uniti d'America.

## Descrizione
L'EP è stato realizzato in anticipazione all'album di debutto Born to Die. Le tracce traggono influenze da diversi generi, tra cui l'indie pop, l'hip hop e il rock alternativo. I testi e le melodie sono stati scritti principalmente dalla stessa Del Rey, Patrik Berger, e Justin Parker. Produttore dell'album è stato Emile Haynie, con cui la cantante aveva scritto Blue Jeans.
Con oltre 24 000 copie vendute negli Stati Uniti, l'EP ha raggiunto la ventesima posizione nella Billboard 200, la sesta sulla classifica Billboard degli album Rock e la sesta su quella degli album Alternative.

## Tracce
1. Video Games – 4:41 (Elizabeth Grant, Justin Parker)
2. Born to Die – 4:45 (Elizabeth Grant, Justin Parker)
3. Blue Jeans – 3:30 (Elizabeth Grant, Emile Haynie, Dan Heath)
4. Off to the Races – 5:01 (Elizabeth Grant, Tim Larcombe)